# SMS Oldenburg
SMS Oldenburg was het tweede schip van de Helgoland-klasse slagschepen van de Duitse Keizerlijke Marine. Oldenburg's kiel werd in oktober 1908 gelegd in de scheepswerf Schichau-Werke. Zij werd geïntroduceerd op 30 september 1909 en werd op 1 mei 1912 opgedragen in de vloot. Het schip was bewapend met twaalf 30,5 centimeter kanonnen, zes geschuttorens en had een topsnelheid van 21,2 knopen (39,3 km/h). De Oldenburg maakte merendeel van haar carrière deel uit van de Hochseeflotte.
Samen met haar drie zusterschepen, SMS Helgoland, SMS Ostfriesland en SMS Thüringen, maakte de Oldenburg deel uit van alle grote vlootoperaties tijdens de Eerste Wereldoorlog in de Noordzee tegen de Britse Grand Fleet, inclusief de Slag bij Jutland op 31 mei en 1 juni 1916, de grootste zeeslag van de oorlog. Het schip vocht ook in de Oostzee tegen de Keizerlijke Russische Marine. Het schip was aanwezig tijdens de mislukte inval in de Golf van Riga in augustus 1915, hoewel ze geen gevecht voerde.
Na de Duitse ineenstorting in november 1918, werden de meeste schepen van de Hochseeflotte werd geïnterneerd en vervolgens afgezonken in Scapa Flow tijdens de vredesonderhandelingen. De vier Helgoland-klasse schepen mochten in Duitsland blijven maar werd uiteindelijk afgestaan aan de zegevierende geallieerde machten als oorlogsbuit; Oldenburg ging naar Japan, die het schip in 1920 verkocht aan een Britse slooparbeidersonderneming. Uiteindelijk werd het schip opgebroken voor schroot in Dordrecht in 1921.

## Constructie
Oldenburg werd besteld door de Kaiserliche Marine onder de voorlopige naam Ersatz Frithjof, als vervanging van het oude pantserschip Frithjof. Het contract voor het schip werd toegekend aan de Schichau-Werke scheepswerf in Danzig onder bouwnummer 828. Haar drie zusterschepen waren besteld voor 1908, maar vanwege geldtekort werd de Oldenburg uitgesteld tot 1909. Admiraal Alfred von Tirpitz, de staatssecretaris van de marine, gaf de opdracht aan Schichau voordat de begroting in 1909 was goedgekeurd en het scheepswerf begon met de aanleg van voorraden materialen om het schip te bouwen. Dit gaf de indruk dat Duitsland meer slagschepen aan het bouwen was dan publiekelijk toegegeven, waardoor Groot-Brittannië van schrok. Het Britse volk eiste we want eight and we won't wait (We willen acht - nieuwe slagschepen -, en we zullen niet wachten), en in het tijdsspanne van een jaar werden acht nieuwe slagschepen Groot-Brittannië gebouwd. Dat was een belangrijke escalatie in de Duits-Britse maritieme wapenwedloop.
De bouw van het schip begon op 1 maart 1909 met het leggen van de kiel. Het schip was iets meer dan een jaar later af op 30 juni 1910. Hertogin Sophia Charlotte van Oldenburg had het schip gedoopt en Friedrich August, de groothertog van Oldenburg, gaf een toespraak. Nadat het schip gebouwd was, werd de onvolledige schip overgebracht naar Kiel voor inrichtingswerkzaamheden, met inbegrip van de voltooiing van de bovenbouw en de installatie van bewapening, tot augustus 1911. Het schip is vernoemd naar het hertogdom Oldenburg in Noord-Duitsland. Op 1 mei 1912 werd het schip opgedragen in de Hochseeflotte, iets meer dan drie jaar na het begin van de, voor een bedrag van 45.801.000 mark.
Het schip was 167,2 m lang, had een breedte van 28,5 m en een diepgang van 8,94 m en verplaatst 24.700 ton (24.310 ton lang) bij vollast. Ze werd aangedreven door drie verticale stoommachines en vijftien waterpijpketels. De motoren werden begroot op 22.000 aangegeven pk (16.000 kW) en waren in staat een topsnelheid van 20,8 knopen (38,5 km). Oldenburg kon tot 3.200 ton steenkool opslaan, waarmee het schip 10.200 kilometer kon varen net een snelheid van 10 knopen (19 km). Na 1915 werden de ketels vervangen met olie. Oldenburg had een bemanning van 42 officieren en 1027 manschappen.
Oldenburg was gewapend met een grote batterij van twaalf 30,5 cm SK L/50 kanonnen in zes dubbele geschutskoepels, (met een voor, een achter, en twee aan elke zijkant van het schip). Het schip zijn secundaire bewapening bestond uit veertien 15 cm SK L/45 kanonnen en veertien 8,8 cm SK L/45 kanonnen. Na 1914 werden twee van de 8,8 cm kanonnen verwijderd en vervangen door 8,8 cm luchtafweergeschut en later werden twee extra 8,8 cm kanonnen vervangen door luchtafweergeschut. Dit bracht het totaal aantal van 8,8 cm SK L/45 kanonnen tot tien, en het aantal van 8,8 cm luchtafweergeschut tot vier. Oldenburg werd ook bewapend met zes 50 cm ondergedompeld torpedolanceerbuizen; Een in de boeg en een in het achterschip. Het schip werd beschermd een hoofdband dat 30 cm dik is met dezelfde dikte van het harnas op haar hoofdbatterij torentjes. Het dek was 63.5 mm dik.

## Dienstgeschiedenis

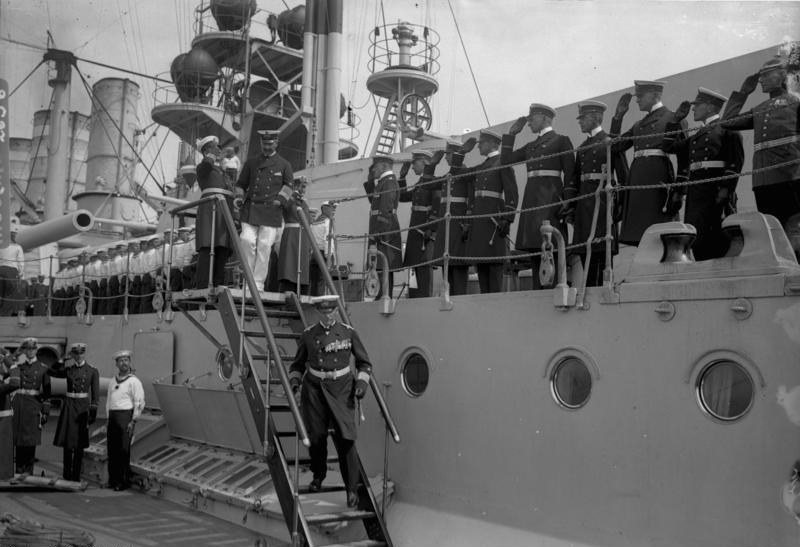
Keizer Wilhelm II aan boord bij de Oldenburg.

Na haar ingebruikname op 1 mei 1912 Oldenburg deed ze proefvaarten in de Oostzee. Op 17 juli maakte ze deel uit van het belangrijkste onderdeel van de Hochseeflotte, samen met haar zusterschepen. De jaarlijkse zomercruise in juli tot augustus, die doorgaans ging naar Noorwegen, werd onderbroken door de Tweede Marokkaanse Crisis. Als gevolg hiervan ging de cruise alleen in de Oostzee om de vloot dichter bij Duitsland te houden. De Oldenburg en de rest van de vloot viel vervolgens in een patroon van individuele schepen.
De jaarlijkse zomercruise naar Noorwegen van 1914 begon op 14 juli, ondanks de toenemende internationale spanningen na de moord op Frans Ferdinand van Oostenrijk. Dit was de laatste cruise van de keizerlijke marine in vredestijd. De volgende dag begon de vloot begon terug te gaan naar Duitsland en ging Oostenrijk-Hongarije ondersteunen in zijn ultimatum aan Servië. Op 27 juli keerde de Oldenburg samen met de gehele vloot naar Duitsland, waar ze op een verhoogde staat van paraatheid bleef. Op 28 juli brak de oorlog uit tussen Oostenrijk-Hongarije en Servië en in een week waren alle grote Europese mogendheden betrokken met de oorlog (de Eerste Wereldoorlog). Op 29 juli waren de Oldenburg en de rest van de vloot weer terug in Wilhelmshaven.

### Eerste Wereldoorlog

De Hochseeflotte zijn positie, 's ochtends 16 december 1914, tijdens de aanval op Scarborough, Hartlepool en Whitby.

De Oldenburg was al bij de eerste operatie in de Noordzee aanwezig, die plaatsvond op 2 en 3 november 1914. Er werden geen Britse schepen aangetroffen tijdens de operatie. De tweede operatie volgde op 15 en 16 december. Deze operatie was het begin van een militaire strategie uitgevoerd door admiraal Friedrich von Ingenohl, de commandant van de Hochseeflotte. Admiraal von Ingenohl wilde de kruisers van Franz von Hipper gebruiken zodat ze Britse kustplaatsen konden aanvallen om zo de Grand Fleet konden uitlokken, zodat het vernietigd kon worden door de Hochseeflotte. Vroeg in de morgen op 15 december werden gemeenten Scarborough, Hartlepool en Whitby aangevallen. Die avond nog, werd de Duitse vloot van twaalf schepen, waaronder Oldenburg en haar drie zusterschepen, omsingeld door zes Britse slagschepen. Von Ingenohl dacht zelf dat hij werd geconfronteerd met de hele Grand Fleet, dus von Ingenohl stuurde alle schepen terg naar Duitsland, tegen het bevel van keizer Wilhelm II in, die het vermijden van de Britse vloot onnodig vond.
De Oldenburg deed ook mee aan de Slag bij de Doggersbank. De Oldenburg en haar zusterschepen moesten de Duitse kruisers versterken die in de minderheid waren. Maar ze waren te laat, en ze waren niet in staat om de Britse troepen te lokaliseren. Om 19:05 was de vloot ver uit Wilhelmshaven. In de tussentijd werd het pantserschip Blücher overweldigd door geconcentreerd Brits vuur en zonk, terwijl de kruiser Seydlitz werd zwaar beschadigd raakte. Als gevolg hiervan, verwijderde Keizer Wilhelm II von Ingenohl uit zijn functie en verving hem door admiraal Hugo von Pohl op 2 februari 1915.
Van 22 februari tot 13 maart 1915 was in de Oostzee voor een nieuw opleidingsplan. Na hun terugkeer naar de Noordzee namen de schepen deel aan een reeks kleine vlootoperaties op 29 tot 30 maart, 17 tot 18 april, 21 tot 22 april, 17 tot 18 mei en 29 tot 30 mei. De vloot was grotendeels inactief tot 4 augustus, toen ik vloot weer terugkeerde naar de Oostzee voor een nieuw opleidingsplan. Daaruit moest de squadron waar de Oldenburg deel uitmaakte de zeestrijdkrachten van het Russische Keizerrijk uitschakelen in de Golf van Riga, in augustus 1915. De aanval werd uitgevoerd door acht slagschepen, onder andere de Von der Tann, de Moltke, Seydlitz en een aantal lichte kruisers, 32 torpedobootjagers en 13 mijnenvegers. De Oldenburg was ook aanwezig maar deed niet mee aan de inval. De operatie was mislukt.